# George Anthony Clifford
Jhr. George Anthony Clifford (Den Haag, 2 maart 1833 − St. George d'Elmina, aan de kust van Guinea, 5 januari 1871) was een Nederlands burgemeester.

## Biografie
Clifford was een lid van de familie Clifford en een zoon van minister en minister van Staat jhr. mr. Gerard George Clifford (1799-1847) en Wilhelmine Antoinette Catherine Roemelé (1813-na 1861). In 1864 werd hij benoemd tot burgemeester van Zuidwolde wat hij bleef tot zijn benoeming tot burgemeester van Oldemarkt in 1865. Dat laatste ambt vervulde hij tot zijn benoeming tot burgemeester van Enschede in 1867. In 1869 kreeg hij op eigen verzoek ontslag verleend als burgemeester van Enschede. In 1870 werd hij benoemd tot ambtenaar ter beschikking van den gouverneur der Nederlandse bezittingen ter Kuste van Guinea. Hij bleef ongehuwd en overleed in 1871 op 37-jarige leeftijd in St. George d'Elmina.